# Iver Johan Unsgaard

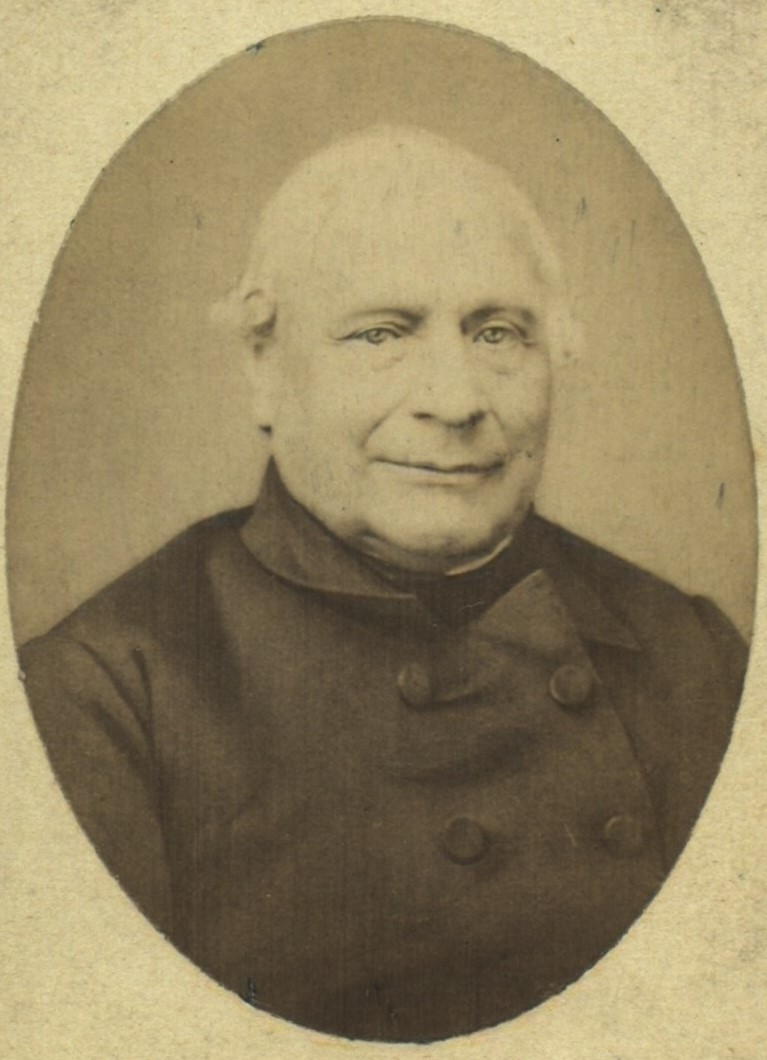
Iver Johan Unsgaard.

Iver Johan Unsgaard,  född den 4 september 1798, död den 16 september 1872, var en dansk ämbetsman och politiker.
Unsgaard var före 1848 en av enväldets fasta stöttor som duglig räntekammarämbetsman, från 1848 stiftamtmand i Odense. Vänligt stämd gentemot den nya tiden, men med en personlig motvilja mot politik var han dock medlem upprepade gånger av landstinget och 1856—63 av riksrådet, dessutom inrikesminister 1856—59 samt minister för Holstein och Lauenburg 1857—59.